# Syndicat national des contrôleurs du trafic aérien
Le Syndicat National des Contrôleurs du Trafic Aérien (SNCTA) est un syndicat professionnel. C'est le premier syndicat des contrôleurs aériens, de la DSNA et de l'Aviation civile (DGAC). Il représente plus de 60 % des votes aux élections professionnelles. Le SNCTA est membre fondateur de l'ATCEUC (Air Traffic Controllers European Union Coordination).

## Historique
Jusqu'en 1965, les contrôleurs aériens français n'ont pas de syndicat propre et se retrouvent pour la plupart d'entre eux au SGNA-CFTC, syndicat généraliste de l'aviation civile.
C'est le 27 février 1965 que les contrôleurs aériens prennent leur autonomie en créant le SOCCA, syndicat des officiers contrôleurs de la circulation aérienne, toujours sous la bannière CFTC.
En 1970, changement de nom, le SOCCA-CFTC devient le SNCTA-CFTC.
En 1978, les adhérents du SNCTA votent leur désaffiliation de la CFTC. Le SNCTA quitte alors la confédération chrétienne pour voler de ses propres ailes.